# Хощево (Вармінсько-Мазурське воєводство)
Хощево (пол. Choszczewo, нім. Hohensee) — село в Польщі, у гміні Сорквіти Мронґовського повіту Вармінсько-Мазурського воєводства.
Населення — 399 осіб (2011).

## Демографія
Демографічна структура станом на 31 березня 2011 року:
|          | Загалом | Допрацездатний вік | Працездатний вік | Постпрацездатний вік |
| -------- | ------- | ------------------ | ---------------- | -------------------- |
| Чоловіки | 207     | 43                 | 149              | 15                   |
| Жінки    | 192     | 48                 | 114              | 30                   |
| Разом    | 399     | 91                 | 263              | 45                   |